# Juanjo Cucalón
Juan José Cucalón Eglicerio, más conocido como Juanjo Cucalón Madrid, 13 de febrero de 1962), es un actor español.

## Trabajos

### Programas de televisión
| Año                   | Programa                    | Canal                    | Número de episodios | Dirección                                                               | Producción                     | Notas                                |
| --------------------- | --------------------------- | ------------------------ | ------------------- | ----------------------------------------------------------------------- | ------------------------------ | ------------------------------------ |
| 2021                  | Días de cine                | La 2                     | 1                   | Gerardo Sánchez                                                         | RTVE                           | –                                    |
| 2012                  | Ilustres ignorantes         | Canal+                   | 1                   | Javier Coronas                                                          | Canal+                         | –                                    |
| 2005                  | El club de la comedia       | Antena 3                 | 1                   | José Miguel Contreras                                                   | Globomedia                     | –                                    |
| 2005                  | Arucitys                    | 8tv                      | 1                   | Alfonso Arús                                                            | Aruba Producciones             | –                                    |
| 2004 y 2009           | Pasapalabra                 | Antena 3 y Telecinco     | 6                   | Javier Núñez Aceves y Rafael Guardiola                                  | BocaBoca y Xanela Producciones | –                                    |
| 2002                  | Corriente alterna           | Telecinco                | 1                   | –                                                                       | Globomedia                     | –                                    |
| 1999-2000             | A su salud                  | La 2                     | –                   | Claudio Mariscal                                                        | –                              | Farsantes Fingidos                   |
| 1997                  | Calor de hogar              | TVE                      | –                   | Pedro Garcia Marzo. Realización: Marta Arribas                          | –                              | Farsantes Fingidos.(Programa piloto) |
| 1995                  | Pasare-la                   | Canal Nou                | –                   | –                                                                       | –                              | Farsantes Fingidos                   |
| 1994                  | Colorín colorado            | La 1                     | –                   | –                                                                       | –                              | Farsantes Fingidos                   |
| 1993, 1994, 1996-1997 | Noches de gala              | La 1 y TVE Internacional | –                   | Luis Sanz (1993) Hernández Batalla (1994, 1996-1997)                    | Luna Actividades               | Farsantes Fingidos                   |
| 1993                  | Super Guay. Noche de Reyes  | Telecinco                | –                   | Miliki y Rita Irasema. Realización: Tacho de la Calle                   | –                              | Farsantes Fingidos                   |
| 1992-1993             | Todo por la pasta           | Telecinco                | –                   | Alfredo Amestoy. Realización: Tacho de la Calle                         | –                              | Farsantes Fingidos                   |
| 1992                  | Xuxa Park                   | Telecinco                | –                   | Tacho de la Calle y José Luis Rubio                                     | –                              | Farsantes Fingidos                   |
| 1992                  | Gala Nochebuena             | Telecinco                | 1                   | Tacho de la Calle                                                       | –                              | Farsantes Fingidos                   |
| 1992                  | La batalla de las estrellas | Telecinco                | –                   | José Antonio Plaza                                                      | –                              | Farsantes Fingidos                   |
| 1991 y 1992           | Tele 5 ¿dígame?             | Telecinco                | –                   | Mercedes Holgueras. Realización: Ramón Díez                             | Gestmusic                      | Farsantes Fingidos                   |
| 1991-1992             | Circo, humor y fantasía     | Telecinco y Canale 5     | –                   | José Antonio Plaza                                                      | –                              | Farsantes Fingidos                   |
| 1991, 1991-1992       | VIP Guay                    | Telecinco                | –                   | Emilio Aragón (1991) y José Antonio Plaza (1991/1992)                   | Gestevisión Telecinco          | Farsantes Fingidos                   |
| 1991                  | Tria Tres                   | Canal Nou                | –                   | Sergi Schaaff                                                           | Producciones Quart             | Farsantes Fingidos                   |
| 1991                  | Las noches de tal y tal     | Telecinco                | –                   | Carel Peralta                                                           | –                              | Farsantes Fingidos                   |
| 1990, 1991, 1991-1992 | VIP Noche                   | Telecinco                | –                   | José Antonio Plaza (1990-1991) y Emilio Aragón (1991-1992)              | Gestevisión Telecinco          | Farsantes Fingidos                   |
| 1990, 1991, 1991-1992 | Tutti Frutti                | Telecinco                | –                   | Realización: Tacho de la Calle (1990-1991) y Víctor Serrano (1991-1992) | –                              | Farsantes Fingidos                   |
| 1990                  | El día por delante          | La 1                     | –                   | Pepe Navarro                                                            | RTVE                           | Farsantes Fingidos                   |
| 1990                  | Un país de locos            | Antena 3                 | –                   | José Antonio Plaza y Alfredo Amestoy                                    | –                              | Farsantes Fingidos                   |
| 1990                  | VIP Tarde                   | Telecinco                | –                   | José Antonio Plaza                                                      | Gestevisión Telecinco          | Farsantes Fingidos                   |
| 1989-1990             | Cerca de las estrellas      | La 2                     | –                   | Paloma del Río. Realización: José Ramón Díez                            | RTVE                           | Farsantes Fingidos                   |
| 1989                  | Pero ¿esto qué es?          | La 1                     | –                   | Hugo Stuven y Mercedes Ibáñez                                           | –                              | Farsantes Fingidos                   |
| 1987                  | Por la mañana               | La 1                     | –                   | Jesús Hermida                                                           | RTVE                           | –                                    |

### Programas de radio
| Año       | Programa                      | Cadena            | Notas              |
| --------- | ----------------------------- | ----------------- | ------------------ |
| 2000-2001 | Las noches con Ana Solanes    | RNE               | Farsantes Fingidos |
| 1998-2000 | Cita con Pilar                | RNE               | Farsantes Fingidos |
| 1991      | Farsantes Fingidos en el 92.7 | Radio Fuenlabrada | Farsantes Fingidos |
| 1990-1991 | Mi querida radio              | Ràdio 4 y Radio 5 | Farsantes Fingidos |
| 1990      | Pasen al fondo                | Ràdio 4           | Farsantes Fingidos |

### Series de televisión
| Año               | Serie                               | Personaje                         | Canal                         | Episodios                                                                         | Producción                                             |
| ----------------- | ----------------------------------- | --------------------------------- | ----------------------------- | --------------------------------------------------------------------------------- | ------------------------------------------------------ |
| 2023-2024         | Amar es para siempre                | Mauricio Peñalara                 | Antena 3                      | 113                                                                               | Diagonal TV y Atresmedia                               |
| 2021; 2023        | El pueblo                           | Salvador                          | Telecinco                     | 12                                                                                | Mediterráneo Mediaset España Group y Contubernio Films |
| 2021              | Cardo                               | –                                 | Antena 3 y Atresplayer        | 1                                                                                 | Suma Latina y Buendía Estudios                         |
| 2020              | La que se avecina                   | Manolo                            | Telecinco/Factoría De Ficción | 1                                                                                 | Mediterráneo Mediaset España Group y Contubernio Films |
| 2020              | El Ministerio del Tiempo            | Fernando VII de España y él mismo | La 1                          | 1                                                                                 | Onza Partners y Globomedia                             |
| 2017              | La peluquería                       | Pepe                              | La 1 y La 2                   | 118                                                                               | Brutal Media                                           |
| 2015-2016         | Cuéntame cómo pasó                  | Cabo Ginés                        | La 1                          | 3                                                                                 | Ganga Producciones                                     |
| 2014              | Con el culo al aire                 | Ramiro                            | Antena 3                      | 1                                                                                 | La Competencia Producciones                            |
| 2011-2012         | Bandolera                           | Pepe Pérez                        | Antena 3                      | 338                                                                               | Diagonal TV                                            |
| 2011              | Operación Malaya (TV-Movie)         | Julián Muñoz                      | La 1                          | 1                                                                                 | Mediapro y Versátil Cinema                             |
| 2008              | La familia Mata                     | –                                 | Antena 3                      | 1                                                                                 | Notro Films                                            |
| 2007              | El comisario                        | Enrique Camba                     | Telecinco                     | 1                                                                                 | BocaBoca                                               |
| 2007              | Cuenta atrás                        | Diego Rivas                       | Cuatro                        | 1                                                                                 | Globomedia                                             |
| 2007              | Aída                                | Manolo García                     | Telecinco                     | 1                                                                                 | Globomedia                                             |
| 2006              | Los simuladores                     | Esteban                           | Cuatro                        | 1                                                                                 | Notro Films y Sony Pictures Television International   |
| 2004-2006         | Mis adorables vecinos               | Mariano Sánchez                   | Antena 3                      | 62                                                                                | Globomedia                                             |
| 2003              | Los Serrano                         | Pepe                              | Telecinco                     | 1                                                                                 | Globomedia                                             |
| 2002-2003         | Javier ya no vive solo              | Tomás Quintana                    | Telecinco                     | 26                                                                                | Globomedia                                             |
| 2001-2002         | ¡Qué bello es sobrevivir!           | Jorge (voz)                       | Telecinco                     | 13                                                                                | Globomedia y Crea Anima2                               |
| 2001              | Robles, investigador                | –                                 | La 1                          | 1                                                                                 | Central de Producciones Audiovisuales, S. L. (CPA)     |
| 2001              | Dime que me quieres                 | –                                 | Antena 3                      | –                                                                                 | Cartel Producciones                                    |
| 2001, 2003 y 2004 | 7 vidas                             | Manolo García                     | Telecinco                     | 3                                                                                 | Globomedia                                             |
| 2000-2001         | El grupo                            | Sebastián                         | Telecinco                     | 9                                                                                 | Globomedia                                             |
| 1997-2001         | Calle nueva                         | –                                 | La 1                          | –                                                                                 | Zeppelin TV                                            |
| 2000              | Policías, en el corazón de la calle | Joe                               | Antena 3                      | 3                                                                                 | Globomedia                                             |
| 2000              | Un chupete para ella                | Taxista                           | Antena 3                      | 1                                                                                 | Pedro Masó Producciones                                |
| 2000              | Compañeros                          | Acomodador Ópera                  | Antena 3                      | 2                                                                                 | Globomedia                                             |
| 2000              | Hospital Central                    | Andrés                            | Telecinco                     | 1                                                                                 | Videomedia                                             |
| 2000              | Raquel busca su sitio               | –                                 | La 1                          | 2                                                                                 | Tesauro                                                |
| 1999 y 2001       | Manos a la obra                     | –                                 | Antena 3                      | 3                                                                                 | Aspa Video y Acanto Cine & Vídeo                       |
| 1999              | Médico de familia                   | –                                 | Telecinco                     | 1                                                                                 | Globomedia                                             |
| 1998 y 1999       | Periodistas                         | Fernando Gil / Taxista            | Telecinco                     | 2                                                                                 | Globomedia                                             |
| 1998              | Hermanas                            | –                                 | Telecinco                     | 1                                                                                 | Videomedia                                             |
| 1998              | Señor alcalde                       | Carpintero                        | Telecinco                     | 1                                                                                 | Cartel Producciones                                    |
| 1998              | A las once en casa                  | –                                 | La 1                          | 1                                                                                 | Star Line                                              |
| 1996-1999         | El súper                            | –                                 | Telecinco                     | –                                                                                 | Zeppelin TV                                            |
| 1996-1998         | Hostal Royal Manzanares             | Alberto                           | La 1                          | 1 episodio en 1997. Como animador del público, entre 1996 y 1998, en 59 episodios | Prime Time                                             |

### Cine
| Año  | Película                      | Personaje              | Director                               |
| ---- | ----------------------------- | ---------------------- | -------------------------------------- |
| 2022 | Amor de madre                 | Ángel                  | Paco Caballero                         |
| 2017 | Donde el bosque se espesa     | Zoran                  | Miguel Ángel Calvo Buttini             |
| 2010 | Don Mendo Rock ¿La venganza?  | Sargento Perales       | José Luis García Sánchez               |
| 2008 | Interruptus (cortometraje)    | Marido                 | Alejandro Marcos                       |
| 2006 | El laberinto del fauno        | Alcalde                | Guillermo del Toro                     |
| 2002 | Onán (cortometraje)           | Judá                   | Abraham López Feria Pablo Tébar        |
| 2000 | Año mariano                   | Camarero 2             | Karra Elejalde Fernando Guillén Cuervo |
| 1999 | Los lobos de Washington       | Enfermero de Cruz Roja | Mariano Barroso                        |
| 1999 | La avería (cortometraje)      | Policía 1              | Carlos Moro                            |
| 1997 | Cada uno por su lado          | –                      | Juanjo Cucalón                         |
| 1996 | En la frontera (cortometraje) | –                      | Juanjo Cucalón                         |
| 1988 | Gallego                       | –                      | Manuel Octavio Gómez                   |

### Teatro
| Año       | Obra                                                                         | Dirección                                                                                | Producción                               |
| --------- | ---------------------------------------------------------------------------- | ---------------------------------------------------------------------------------------- | ---------------------------------------- |
| 2021      | Rif (de piojos y gas mostaza)                                                | Laila Ripoll y Mariano Llorente                                                          | Micomicón Producciones                   |
| 2020      | Mil novecientos setenta sombreros                                            | Pepe Viyuela, Aránzazu Riosalido y Hernán Gené                                           | Teatro Circo Price                       |
| 2018      | Tres-E                                                                       | Elena Cánovas                                                                            | Asociación de Autores de Teatro          |
| 2017-2018 | Donde el bosque se espesa                                                    | Laila Ripoll y Mariano Llorente                                                          | Producciones Micomicón                   |
| 2017      | Lo último es el final                                                        | Juanjo Cucalón                                                                           | –                                        |
| 2016      | Swingers (intercambio de parejas)                                            | Tirso Calero                                                                             | Arequipa Producciones S. L.              |
| 2015-2016 | Los diablillos rojos                                                         | Paco Vidal                                                                               | Secuencia 3                              |
| 2015      | Una hermosa amistad                                                          | Juanjo Cucalón                                                                           | –                                        |
| 2012-2014 | Paradero desconocido                                                         | Laila Ripoll                                                                             | Producciones Andrea D'Odorico            |
| 2012      | La extraña pareja                                                            | Juan José Afonso. Versión de Agustín Jiménez de la obra de Neil Simon                    | Nearco Producciones                      |
| 2012      | Anfitrión                                                                    | Juan Carlos Pérez de la Fuente                                                           | Pérez de la Fuente Producciones          |
| 2011-2012 | Rumores                                                                      | Pedro G. de las Heras. Adaptación de la obra de Neil Simon                               | –                                        |
| 2008-2010 | La cena de los generales                                                     | Miguel Narros. Premio Teatro de Rojas por su interpretación                              | Producciones Faraute                     |
| 2007-2008 | La sospecha                                                                  | Natalia Menéndez                                                                         | Vorágine Producciones                    |
| 2007      | Así es (si así os parece)                                                    | Miguel Narros. Obra escrita por Luigi Pirandello                                         | –                                        |
| 2006      | Hay una bronca para ti                                                       | –                                                                                        | Globomedia                               |
| 2004-2007 | 5hombresymujeres.com; Hombres, mujeres y punto: Peor solo que mal acompañado | José Miguel Contreras y Ana Rivas                                                        | Globomedia                               |
| 2003-2004 | La tienda de la esquina                                                      | Lander Iglesias                                                                          | Smedia Producciones                      |
| 2001      | Madre (el drama padre)                                                       | Sergi Belbel. Obra escrita por Enrique Jardiel Poncela                                   | Centro Dramático Nacional                |
| 2001      | Dos amigos de Verona                                                         | Carlos Marchena. Adaptación de la obra Los dos hidalgos de Verona de William Shakespeare | –                                        |
| 1999      | Cartero y yo                                                                 | Fanny Condado y Juanjo Cucalón                                                           | De Risa Producciones; Farsantes Fingidos |
| 1999      | El pequeño Frankenstein                                                      | José Páez                                                                                | –                                        |
| 1998      | Acércate a Lorca                                                             | Carmen Rosa                                                                              | –                                        |
| 1998      | Las fresas mágicas                                                           | Pepe Ortega                                                                              | –                                        |
| 1997-1999 | Gag - es del oficio                                                          | Pedro García Marzo y Juanjo Cucalón                                                      | Farsantes Fingidos                       |
| 1995      | Empezar a volver                                                             | Pedro García Marzo y Juanjo Cucalón                                                      | Farsantes Fingidos                       |
| 1993      | De risa y corriendo                                                          | Pedro García Marzo y Juanjo Cucalón                                                      | Farsantes Fingidos                       |
| 1991      | Cantando trajo la lluvia                                                     | Pedro García Marzo y Juanjo Cucalón                                                      | Farsantes Fingidos                       |
| 1989-1990 | Con...secuencias                                                             | Pedro García Marzo y Juanjo Cucalón                                                      | Farsantes Fingidos                       |
| 1987      | A toute l'heure one cup of tea                                               | Pedro García Marzo y Juanjo Cucalón                                                      | Farsantes Fingidos                       |
| 1987      | Circus maximuss                                                              | Pedro García Marzo y Juanjo Cucalón                                                      | Farsantes Fingidos                       |
| 1986      | Mar y Puri Travel                                                            | Pedro García Marzo y Juanjo Cucalón                                                      | Farsantes Fingidos                       |
| 1986      | Show Farsan's                                                                | Pedro García Marzo y Juanjo Cucalón                                                      | Farsantes Fingidos                       |
| 1986      | Don Juan te odio                                                             | Pedro García Marzo y Juanjo Cucalón                                                      | Farsantes Fingidos                       |
| 1986      | Fragmentos de fuego 2                                                        | Pedro García Marzo y Juanjo Cucalón                                                      | Farsantes Fingidos                       |
| 1985      | Caballito del diablo                                                         | José Ortega                                                                              | –                                        |
| 1984-1985 | Makio                                                                        | José Ortega / Cómicos anónimos                                                           | –                                        |
| 1984      | Fuenteovejuna                                                                | Teatro de la Patafísica                                                                  | –                                        |
| 1983      | Expo Hispania                                                                | Teatro de la Patafísica                                                                  | –                                        |
| 1983      | Cortar y moldear y striptease en Aranjuez                                    | Pedro García Marzo y Juanjo Cucalón                                                      | Farsantes y Fingidos                     |
| 1982      | El homicida de las constelaciones                                            | Teatro Tempo                                                                             | –                                        |
| 1981      | El rapto de las cebollitas                                                   | Teatro Tempo                                                                             | –                                        |
| 1981      | En la red                                                                    | Teatro Tempo                                                                             | –                                        |
| 1981      | La espiga hacia la niebla                                                    | Teatro Tempo                                                                             | –                                        |
| 1981      | La isla                                                                      | Teatro Tempo                                                                             | –                                        |
| 1981      | Desertores de la Tercera Guerra Mundial                                      | Teatro Tempo                                                                             | –                                        |
| 1981      | Fragmentos de fuego                                                          | Pedro García Marzo y Juanjo Cucalón                                                      | Farsantes y Fingidos                     |
| 1980      | El foráneo                                                                   | Carlos Mancho                                                                            | –                                        |
| 1980      | Anastas o el origen de la constitución                                       | Teatro Tempo                                                                             | –                                        |
| 1979      | El callejón                                                                  | Compañía Astuto Romerales                                                                | –                                        |
| 1979      | El bus y bienvenido                                                          | Compañía Astuto Romerales                                                                | –                                        |

### Discografía
- 1990: Si vas a Calatayud…. que tengas buen viaje, colega. Interpretada y escrita por Farsantes Fingidos (Juanjo Cucalón y Pedro García Marzo). Música de Rafael Martínez.

## Estudios realizados
- 2007: Taller de cine AISGE, con Montxo Armendáriz.
- 1999-2001: Estudio Juan Carlos Corazza.
- 1996-2000: Inglés para actores. AISGE. Atlantic Group S Coop.
- 1993: Equitación. Escuela "El Trébol".
- 1989: Curso de teatro clásico para actores. Compañía Nacional de Teatro Clásico.
- 1989: Taller "Clown" por Jordi Llop.
- 1988: El gag y La máscara. Proyecto Piamonte, por Ferrán Rañé.
- 1987: Taller "El esperpento". Círculo de Bellas Artes de Madrid, impartido por Luis Hostalot.
- 1986: Seminario Guiones. Círculo de Bellas Artes, por Juan Antonio Porto.
- 1984-1986: Expresión corporal y ballet. Casa de la Cultura de Vallecas, por Concha Pedrero.
- 1984-1985: Ortofonía, dicción y respiración. ILPI, por Lidia García.
- 1983: Taller de Expresión corporal y mimo. Centro Independiente de Formación del Actor.
- 1982: Taller de dirección de escena. Centro Independiente de Formación del Actor, por J. C. Tobar.
- 1981: Cursillo y seminario sobre respiración, relajación y yoga. Centro Independiente de Formación del Actor.
- 1980-1982: Teoría y técnica teatral e Historia del teatro. Centro Independiente de Formación del Actor.
- 1978-1979: Expresión corporal y creatividad e Interpretación. Centro Independiente de Formación del Actor.